# Circolo del Tennis del Foro Italico
O Circolo del Tennis del Foro Italico é parte de uma instalação esportiva em Roma, que inclui 8 quadras de tênis de saibro, localizadas no complexo esportivo Foro Italico. A instalação, usada anualmente para o Internazionali d'Italia, é referida localmente simplesmente como "campi secondari".

## Histórico
No início, apenas as quadras de 1 a 4 eram usadas em alguns dos jogos do Internazionali d'Italia, ficando as quadras 5 e 6 apenas para treinos e aquecimento. Com o passar do tempo, e o aumento das necessidades do torneio, as quadras adjacentes, 7 e 8, passaram a ser consideradas parte do "Circolo del Tenis" e estão sendo utilizadas nas rodadas iniciais. Outras quadras auxiliares continuaram sendo adicionadas em outros pontos do Foro Italico, e em 2023 já temos jogos ocorrendo até à quadra 12.

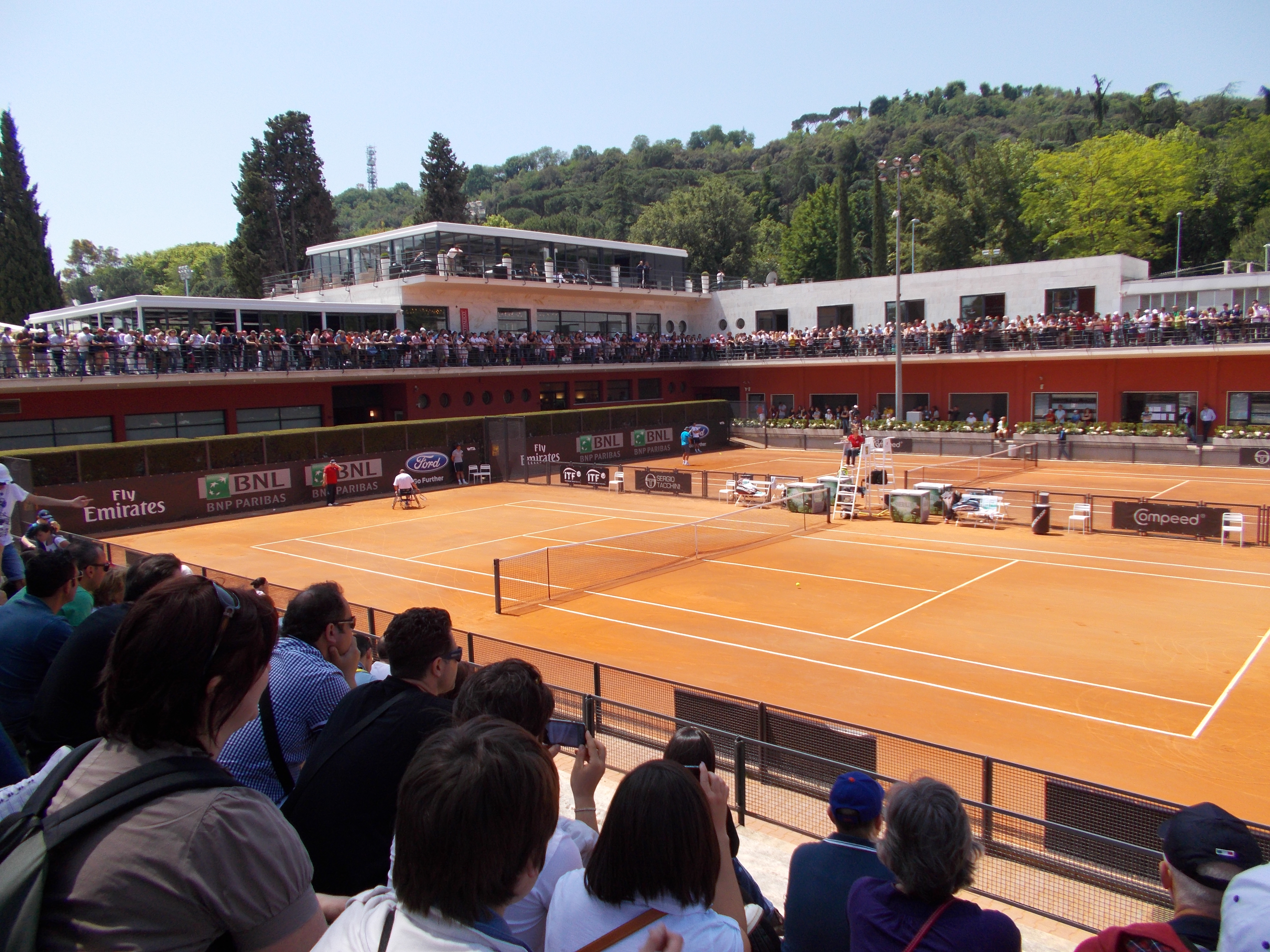
Vista das quadras 5 e 6 onde se vê a "Club House" e o "FIT Lounge".

## Estrutura
O Circolo del Tennis é composto por 6 quadras de tênis regulamentadas, descobertas e em saibro vermelho, construídas abaixo do nível da rua do complexo Foro Italico e equipadas com arquibancadas descobertas para uma capacidade de 6.000 espectadores, às quais se somam mais 2 campos de treinamento externos à planta. A estrutura é completada por um edifício no qual há uma estrutura de conveniências, com: vestiários, uma academia, a "Club House" e um terraço, que abriga o "FIT Lounge" durante o Internazionali d'Italia.

## Eventos sediados
- Internazionali d'Italia desde 1935[2]
- Campeonato europeu de natação de 2022 (salto de grande altura [en])[6]